# Struikmees
De struikmees (Psaltriparus minimus) is een zangvogel uit de familie Aegithalidae (staartmezen).

## Verspreiding en leefgebied
Deze soort telt 10 ondersoorten:
- P. m. saturatus: zuidwestelijk Canada en de noordwestelijke Verenigde Staten.
- P. m. minimus: de westkust van de Verenigde Staten.
- P. m. melanurus: de zuidwestelijke Verenigde Staten en noordelijk Baja California.
- P. m. grindae: zuidelijk Baja California (noordwestelijk Mexico).
- P. m. californicus: van het zuidelijke deel van Centraal-Oregon tot het zuidelijke deel van Centraal-Californië.
- P. m. plumbeus: de westelijk-centrale en zuidelijke Verenigde Staten en het noordelijke deel van Centraal-Mexico.
- P. m. dimorphicus: de zuidelijk-centrale Verenigde Staten en het noordelijke deel van Centraal-Mexico.
- P. m. iulus: westelijk en centraal Mexico.
- P. m. personatus: het zuidelijke deel van Centraal-Mexico.
- P. m. melanotis: zuidelijk Mexico en Guatemala.